# Aloe sheilae
Aloe sheilae är en grästrädsväxtart som beskrevs av John Jacob Lavranos. Aloe sheilae ingår i släktet Aloe och familjen grästrädsväxter. Inga underarter finns listade i Catalogue of Life.